# Сільвія Наварро (акторка)
Сільвія Анхеліка Наварро Барба (ісп. Silvia Angélica Navarro Barba; нар. 14 вересня 1978, Ірапуато, Гуанахуато, Мексика) — мексиканська акторка театру, кіно та телебачення.

## Життєпис
Народилась 14 вересня 1978 року в місті Ірапуато, штат Гуанахуато, Мексика. Її батьки розлучилися коли їй було шість років, дівчинка лишилася жити з батьком.
Ще в дитинстві почала працювати як модель, знімалася в різноманітних рекламних роликах.
Акторську майстерність вивчала в Центрі художньої освіти (ісп. Centro de Formacion Actoral) при телекомпанії Televisa у Мехіко. В кінці 1990-х років почала зніматися в теленовелах, співпрацюючи з телекомпаніями Televisa, TV Azteca та Telemundo.

## Особисте життя
Із 2012 року акторка перебуває у фактичному шлюбі з Герардо Казанова. Їхній син Леон народився 6 вересня 2015 року.

## Вибрана фільмографія
| Рік       |   | Українська назва      | Оригінальна назва      | Роль                                            |
| --------- | - | --------------------- | ---------------------- | ----------------------------------------------- |
| 1998      | с | Перла                 | Perla                  | Перла Хульєта Сантьяго                          |
| 1999      | с | Каталіна і Себастьян  | Catalina y Sebastián   | Каталіна Негрете Ріваденейра                    |
| 2000      | с | Вулиця наречених      | La calle de las novias | Аура Санчес                                     |
| 2001      | с | Жінка з ароматом кави | Cuando seas mía        | Палома / Тереза Суарес / Елена Оліварес / Марго |
| 2002      | с | Сумнів                | La Duda                | Вікторія Альтамірано                            |
| 2004      | с | Спадкоємиця           | La heredera            | Марія Клаудія Мадеро Грімальді                  |
| 2006      | ф | Алебастрова жінка     | Contracorriente        | Ребекка                                         |
| 2006—2007 | с | Монтекрісто           | Montecristo            | Лаура Ледесма де Ломбардо                       |
| 2008      | с | Завтра – це назавжди  | Mañana es para siempre | Фернанда Елісальде Рівера де Хуарес             |
| 2008      | ф | Любов по літерам      | Amor letra por letra   | Ханна                                           |
| 2009      | ф | Голова Будди          | Cabesa de Budda        | Магдалена                                       |
| 2010      | с | Коли я закоханий      | Cuando me enamoro      | Рената Монтеррубіо Альварес                     |
| 2011      | ф | Червоні губи          | Labios rojos           | Бланка                                          |
| 2012      | с | Відважне кохання      | Amor bravio            | Каміла Монтерде                                 |
| 2014      | ф | Ідеальна диктатура    | La dictatura perfecta  | Лусія Гарса                                     |
| 2014      | с | Моє серце твоє        | Mi corazón es tuyo     | Ана Леаль                                       |
| 2016      | с | Кандидатка            | La candidata           | Рехіна Барменам Ріос де Сан-Роман               |
| 2017—2018 | с | Піддатися спокусі     | Caer en tentación      | Ракель Коен Нассер де Беккер                    |
| 2021      | с | Удача Лолі            | La suerte de Loli      | Долорес «Лолі» Агілар Бальдерас                 |

## Нагороди та номінації
TVyNovelas Awards
- 2017 — Номінація на найкращу акторку (Кандидатка).
- 2018 — Номінація на найкращу акторку (Піддатися спокусі).

People en Español
- 2014 — Найкраща акторка (Моє серце твоє).

Palmas de oro
- 2003 — Найкраща акторка (Сумнів).

Срібна богиня
- 2009 — Номінація на найкращу акторку-відкриття (Любов по літерам).
- 2015 — Номінація на найкращу акторку (Ідеальна диктатура).